# Bahram (Einheit)
Das Bahram war ein Gewichtsmaß im vorderindischen Travancore im heutigen Bundesstaat Kerala, einer Provinz der ehemaligen Präsidentschaft Madras.
- 1 Bahram = 20 Tulam = 400 Putur/Pfund = 180,7 Kilogramm